# 摩爾多瓦政治
摩爾多瓦是一個多黨制議會民主共和國。摩爾多瓦總理是政府首腦，政府擁有行政權。立法權則屬於摩爾多瓦共和國議會。司法機構獨立於行政機構和立法機構。摩爾多瓦政治的主要議題包括了實際獨立的德左問題，與羅馬尼亞和俄羅斯聯邦的關係問題以及和歐盟的關係。摩爾多瓦議會共有101名議員，每四年舉行一次選舉。摩爾多瓦總統每四年選舉一次，由議會議員選舉產生。